# Ostrov tisíce vůní
Ostrov tisíce vůní (1978) je dobrodružný historický román pro mládež z bojů Kubánců proti španělským kolonizátorům v letech 1895–1898, který napsal český spisovatel Jaroslav Pecháček.

## Obsah románu
Hlavní postavou románu je šestnáctiletý český mladík Petr Dvořák, který žije se svým otcem v Baltimoru v Marylandu (zemřelou maminku nikdy nepoznal). Po náhlé otcově smrti odjíždí ke své provdané sestře Mary do Tampy na Floridě. Petrův švagr Tom Osborn je však nesnášenlivý a pedantský a neustále dává Petrovi znát, že je jen „chudý příbuzný“. Chce po něm, aby nastoupil jako pomocný dělník v tabákové továrně, ale novinář Richard (Dick) Norton, se kterým se seznámil na cestě za sestrou, mu opatří místo bankovního poslíčka.
Tomova domácnost je pro Petra vězením. Musí se každý večer zpovídat, co za den udělal, a nikdy si nesmí po práci zajít mezi chlapce, s nimiž se skamarádil v zaměstnání. Toulá se proto během svých pochůzek po městě a jednoho dne se seznámí s mladým Kubáncem Manuelem Zorillou, která mu nadšeně vypráví o „ostrově tisíce vůní“ (o Kubě), odkud musel se svou rodinou emigrovat do USA po neúspěšném povstání proti španělským kolonizátorům.
Jednoho dne je Tomovo chování již tak nesnesitelné, že Petr uteče z domova za Manuelem a chce se  ním dostat na Kubu, kde se připravuje nové povstání. Najde je však policie a Petr se musí vrátit do Tampy. Pan Norton, který se Mary zřejmě úspěšně dvoří, nabídne Petrovi, že se stane jeho zaměstnavatelem. Petr se s ním dostane do Havany, kde pozná legendárního kubánského revolucionáře a básníka Josého Martího, setká se znovu s Manuelem a najde zde také svou první velkou a nakonec nešťastnou lásku, tanečnici Juanitu. 
Opustí Nortona, o kterém zjistí, že na Kubě zastupuje americké zájmy, a s Manuelem a s mnoha dalšími přáteli se nakonec zúčastní velkého tažení povstaleckého vojska z provincie Oriente (Santiago de Cuba) na východě ostrova, které skončí vítězstvím nad Španěly. To však brzy získá hořkou příchuť prohry. Kubánci sice porazili Španěly, ale místo nich dostali nového pána – Spojené státy americké, které využily revoluce pro své vlastní zájmy.